# Dubbroek (natuurgebied)
Het Dubbroek is een natuurgebied in de gemeente Peel en Maas in Nederlands Limburg. Het ligt tussen de dorpen Maasbree, Baarlo en Hout-Blerick en tussen de buurtschappen Dubbroek in het noorden en Soeterbeek in het zuiden. Het gebied is circa 148 hectare groot en in beheer van Stichting Het Limburgs Landschap.
Het gebied is gelegen in een oude Maasbedding.

## Geschiedenis
Menselijke activiteit in de omgeving werd aangetoond in de IJzertijd en in de Romeinse periode. In de omgeving werden overblijfselen van een steenoven aangetroffen. Als elzenbroekbos werd het gebruikt voor de winning van elzenhakhout. Hieraan kwam na 1945 een einde. Vervolgens werden er populieren aangeplant in het broekbos en op de vochtige weilanden. In deze situatie werd het gebied door Het Limburgs Landschap aangekocht. Sindsdien werden de populierenplantages weer in elzenbroekbos omgezet.
Het oude kerkhof, aangelegd in 1880, had ten doel om niet-katholieken te begraven. Het werd weinig gebruikt en na 1945 helemaal niet meer. Het raakte overwoekerd, maar werd in het landschap weer herkenbaar gemaakt.
In het gebied ontspringt de Springbeek, die bij Hout-Blerick in de Maas uitmondt.

## Flora en fauna
In de laagste delen, die vrijwel altijd onder water staan, vindt men elzenbroekbos met zwarte els, en zeven soorten zegge. Ook grote boterbloem, kleine valeriaan en wateraardbei vindt men er. De koningsvaren groeit op iets drogere delen en op de overgang naar droge gronden vindt men es en zomereik.
Van de vogels kunnen worden genoemd: wielewaal, kleine karekiet, rietgors, dodaars, wintertaling, waterral.
Er werden 18 soorten dagvlinders gevonden, waaronder eikenpage, boomblauwtje en kleine vuurvlinder. Van de zoogdieren kunnen worden genoemd: das, wezel, bunzing, waterspitsmuis en eekhoorn.